# Sylvester Stieber
Sylvester Stieber (* 12. Juni 1867 in Berlin; † 12. November 1914 in Wiskitno) war ein deutscher Offizier und erster Resident der Deutschen Tschadseeländer.

## Leben
Stieber wurde im April 1888 Fahnenjunker im Jäger-Bataillon Nr. 4, im November 1888 Fähnrich, 1889 Leutnant, 1897 Oberleutnant im Rheinischen Jäger-Bataillon Nr. 8. Im Juli 1900 schied er aus dem preußischen Heer aus und trat zur Kaiserlichen Schutztruppe für Kamerun über, wo er zunächst zum Leiter der Jaunde-Station ernannt wurde. Im November 1901 nahm er als Kompanieführer an der II. Ngwe-Expedition unter dem Kommando von Oberstleutnant Curt von Pavel und im Dezember 1901 an der Expedition gegen Bafut und Mankon teil.

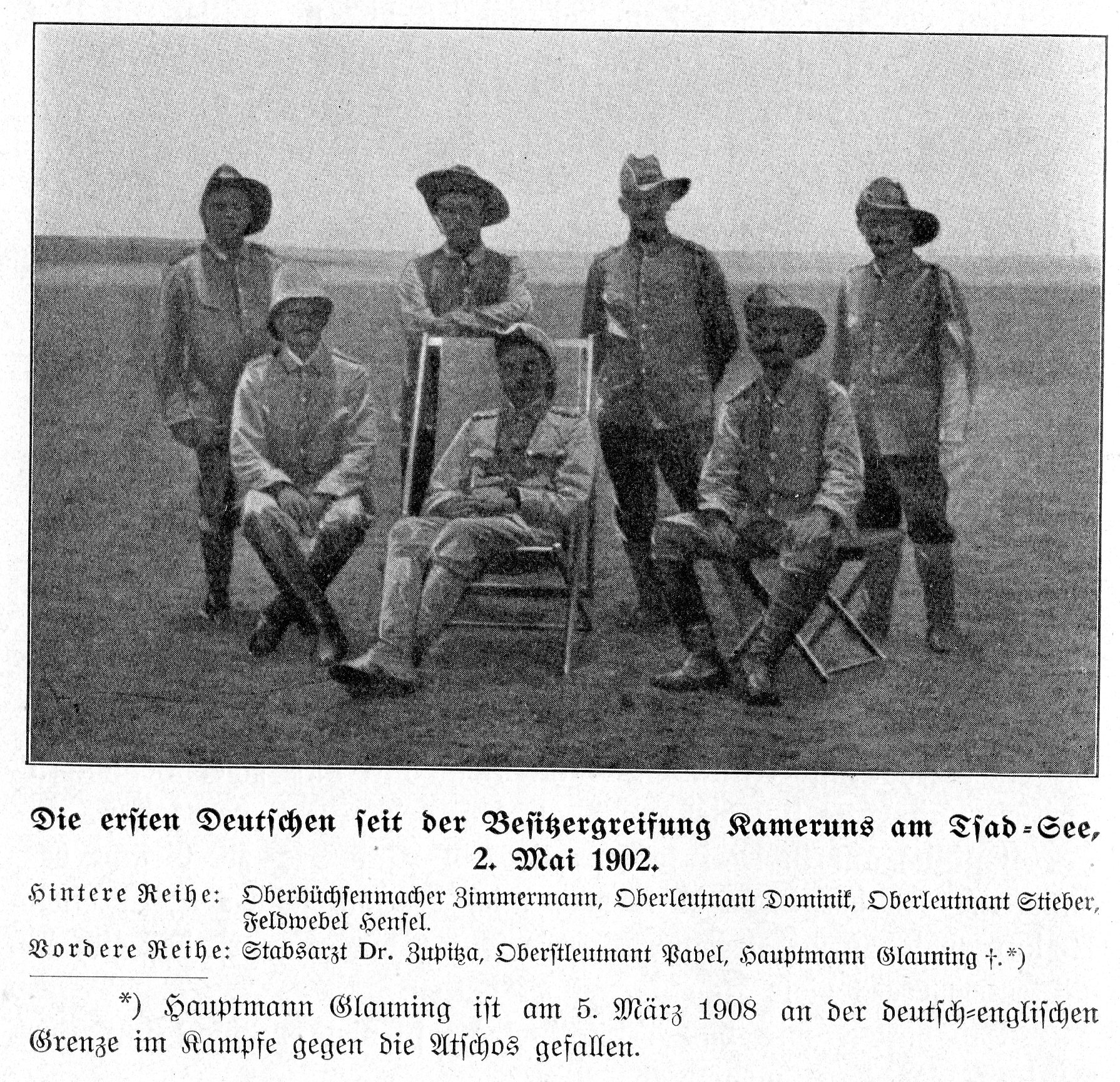
Stieber als Teilnehmer der Expedition des Schutztruppenkommandanten von Kamerun am Tschadsee, 1902 (hintere Reihe, Dritter von links).

Mit Pavel gelangte Stieber 1901/02 erstmals in den äußersten Norden Kameruns. Im Oktober und November 1903 reiste er als Begleitung des Gouverneurs Jesko von Puttkamer erneut dorthin und wurde bei dieser Gelegenheit zum ersten Residenten der Residentur der Deutschen Tschadseeländer in Kusseri ernannt. Stieber, der von Anfang an die Herrschaft der Schutztruppe repräsentierte, prägte seinen Verwaltungsbezirk durch restriktive Maßnahmen und Eingriffe in die indigenen Strukturen nachhaltig. Im Februar 1904 unternahm er eine Expedition in das Gebiet der Musgu auf dem östlichen Ufer des Logone und gliederte es in den Machtbereich der Residentur ein.
Im November 1904 wurde Stieber zum Hauptmann und Kompaniechef ernannt. Nach zeitweiliger anderweitiger Verwendung kehrte er im August 1908 noch einmal als Resident nach Kusseri zurück. Zum 30. Juni 1910 schied er aus der Schutztruppe aus und trat beim Großherzoglich mecklenburgischen Jäger-Bataillon Nr. 14 ein. Stieber fiel am 12. November 1914 bei Wiskitno (im Rahmen der Schlacht um Łódź) als Major und Bataillonskommandeur beim Garde-Füsilier-Regiment.

## Veröffentlichungen
- Bericht des Hauptmanns und Residenten von Kusseri Stieber über seine Reise in das Gebiet der Musgus. In: Deutsches Kolonialblatt, Jg. 16 (1905), S. 81–88